# Rhynchocinetidae
Rhynchocinetidae é uma família de crustáceos decápodes que agrupa um pequeno número de espécies de pequenos e reclusivos camarões, com uma típica coloração corporal vermelha e branca. A família apresenta uma configuração diferenciada do rostrum com uma elevação da parte terminal, dobrável, que justifica o nome Rhynchocinetidae, que significa bico móvel. A família contém apenas dois géneros, Cinetorhynchus e Rhynchocinetes.